# Bonaire International Airport
Bonaire International Airport of Flamingo Airport (IATA:BON, ICAO:TNCB) is de internationale luchthaven op het Nederlandse eiland Bonaire in Caribisch Nederland.
Doordat het toerisme een belangrijke bron van inkomsten is, wordt de luchthaven intensief gebruikt. Zij is de vierde grootste burgerluchthaven van Nederland.

## Geschiedenis

### Oude luchthaven
De eerste luchthaven van Bonaire was een eenvoudige landingsbaan en lag in Tra’i Montaña (vlak bij Subi Blanku) in het midden van het eiland en liep dwars over de huidige autoweg tussen Kralendijk en Rincon. Het begrip "luchthaven" was een te mooie uitdrukking voor de toen gebouwde faciliteiten. Het was niets meer en niets minder dan slechts één landingsbaan met afdakje. Toch was deze plek het bescheiden begin van de luchtvaart op het eiland in 1936. De eerste werkzaamheden voor de bouw van dit 'vliegveld' begonnen op 23 september 1935. Oorspronkelijk zou men een langere landingsbaan maken maar het bleek onmogelijk om het langer dan 475 meter te maken want het oostelijke deel van het terrein was erg laag. Een deel van het gebied moest worden bewerkt, en wel juist daar waar het vliegtuig de grond zou raken bij het landen en waar het op zou stijgen. Dit gebied besloeg ruim 100 meter van de landingsbaan dat moest worden verhard met een samenstelling van zand en natuurstenen.
Op 9 mei 1936 voerde het West-Indisch Bedrijf der KLM een eerste proefvlucht uit met een vlucht vanaf Curaçao. Voor deze vlucht werd gekozen voor de Oriol, een zustervliegtuig van de Snip. Omdat deze proefvlucht succesvol was (én een historisch moment), werd op 31 mei 1936 van datzelfde jaar de eerste lijnvlucht gemaakt.

### Nieuwe luchthaven

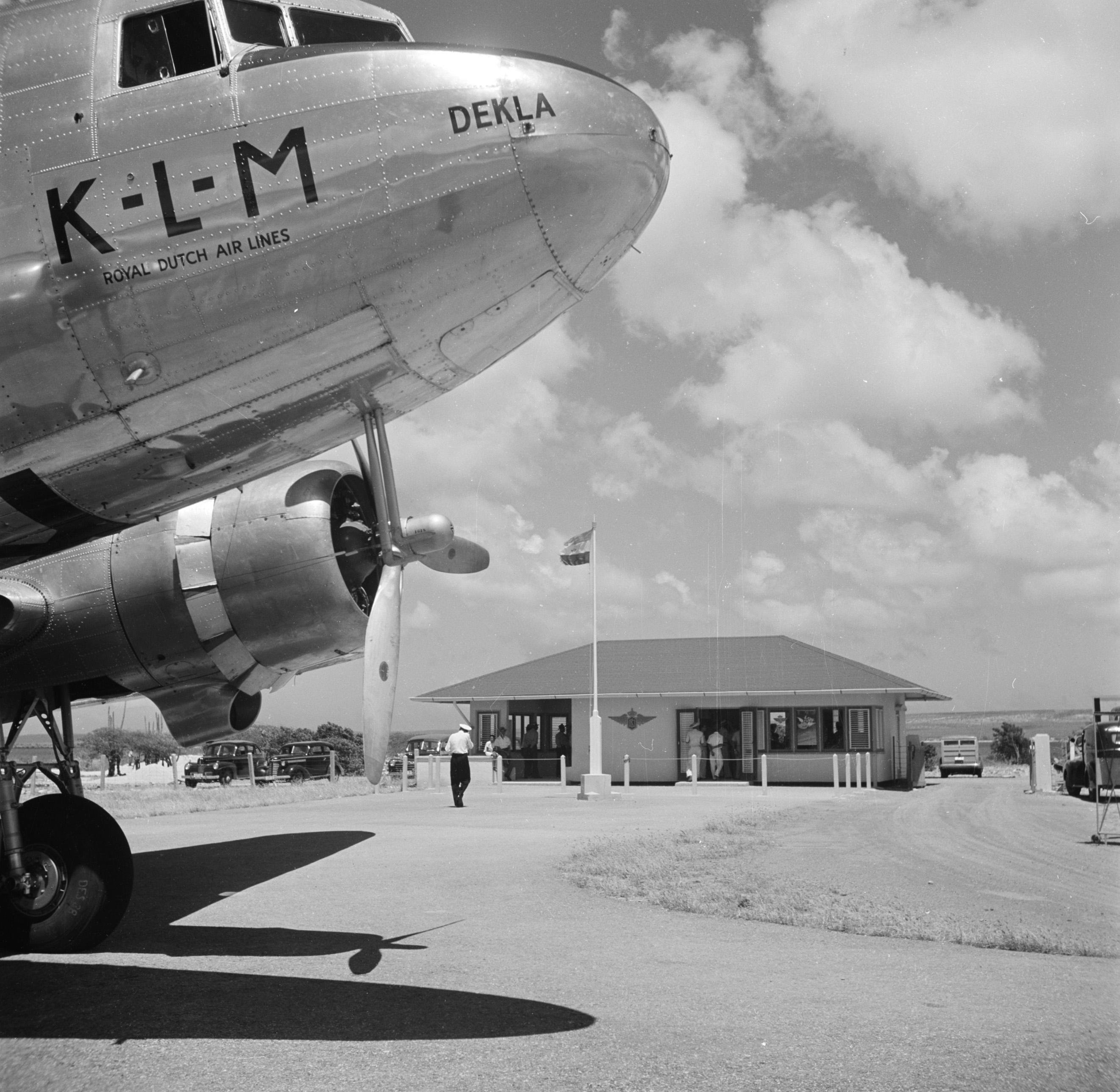
Luchthaven "Flamingo Airport" (1947)

Na deze tijd kwam de Tweede Wereldoorlog. In de tweede helft van 1943 kwamen Amerikaanse soldaten op Bonaire aan. Tijdens hun aanwezigheid bleek een verhuizing van het vliegveld noodzakelijk en hun commandant stond toe dat er een nieuwe luchthaven werd aangelegd. Ten tijde van de aanwezigheid van het Amerikaanse leger in het kamp Tanki Maraka werd in december 1943 begonnen met de aanleg van een nieuwe landingsbaan op de plek waar momenteel de huidige luchthaven ligt en in 1945 werd de nieuwe luchthaven met de naam Flamingo Airport' geopend. Dit was een vooruitgang. Er kwam een klein luchthavengebouw in de vorm van een huisje dat geschikt was voor de verwerking van het aantal passagiers in die tijd. De constructiewerkzaamheden voor de vernieuwing van de baan begonnen eind 1953 en waren voltooid in 1955. De landingsbaan werd verschillende keren verlengd. In 1960 was de lengte 1430 meter en breedte 30 meter. Verschillende belanghebbende partijen drongen aan om de baan verder te verlengen zodat rechtstreekse chartervluchten vanuit de USA mogelijk zouden zijn. In 1964 werd de lijndienst tussen Bonaire en Curaçao van het West-Indisch Bedrijf, toen dat van naam veranderde, overgenomen door de Antilliaanse Luchtvaart Maatschappij die vanaf toen tussen Bonaire en Curaçao ging vliegen.
In 1970 werd de baan verlengd tot 1750 meter zodat vliegtuigen als de DC9 ontvangen konden worden. In die jaren werden vooral toestellen als de DC8 of Boeing 707 gebruikt voor het vervoer van toeristen uit de VS. Het kleine luchthavengebouw werd uitgebreid met een terrasje waar de bagage afgeleverd kon worden. Dit luchthavengebouw was tot midden 1976 in gebruik en het ligt ten westen van het huidige luchthavengebouw. Het is tegenwoordig het hoofdkwartier van de luchthavenbrandweer. In 1976 kon ook de nieuwe terminal in gebruik worden genomen. Onder druk van de toeristenindustrie werd de landingsbaan in 1980 nogmaals verlengd tot 2400 m lang en verbreed tot 45 meter en op 19 december 1980 vond de eerste vlucht tussen Miami en Bonaire plaats. Ook ging de ALM Antillean Airlines een aantal jaren een lijndienst tussen Bonaire en Atlanta onderhouden met een McDonnell Douglas MD-80.
Op 20 april 1991 begon de KLM Royal Dutch Airlines vanaf Amsterdam een lijndienst naar Bonaire waarbij een tussenlanding werd gemaakt in Caracas, Venezuela. Tegenwoordig (2015) wordt een tussenlanding op Aruba gemaakt. Dit was de eerste lijndienst vanuit Europa. Deze lijndienst werd eerst met een DC-10 gevlogen maar vanaf 1995 met een Boeing 747-300. In 1993 startte ook Martinair een lijndienst naar het eiland. In 1999 startte ook Sobelair een lijndienst naar Bonaire. Ten slotte werd in 2000 de baan verlengd tot de huidige lengte van 2880 meter en een breedte van 45 meter. Hierdoor kunnen ook meer intercontinentale vluchten uit Europa ontvangen worden. De KLM stopte met het maken van tussenstops onderweg naar het eiland en startte in 2000 een rechtstreekse lijndienst vanaf Schiphol, vervolgens doorvliegend naar Lima in Peru, en Quito en Guayaquil in Ecuador. Behalve voor het vervoeren van passagiers naar Bonaire worden de tussenstops ook gebruikt om brandstof te tanken.
Door de overgang van Bonaire naar een bijzondere Nederlandse gemeente in 2010, werd de Nederlandse overheid de nieuwe eigenaar van het vliegveld. Op 26 maart 2008 verscheen er een artikel in het NRC Handelsblad waarin wordt gezegd dat de luchthaven onveilig is. Rubberafzetting op de baan zou bij regen leiden tot een gevaarlijke spiegelgladheid. Ook zouden asfaltlagen zodanig versleten zijn dat het gevaar bestaat dat de vliegtuigmotoren de teerplakken opzuigen. Bij eventuele calamiteiten zou de veiligheid niet gegarandeerd zijn en voldoen de rampenplannen niet aan de gestelde eisen. Ook zou KLM het eiland niet meer nodig hebben als tussenstop op de Zuid-Amerika lijnen naar Lima, Quito en Guayaquil.
Het vliegveld heeft in 2011 en 2012 een grondige renovatie ondergaan van de start- en landingsbaan. Tevens is de totale baanverlichting vervangen en is er een nieuw hekwerk geplaatst rondom de gehele luchthaven. In augustus 2011 werd de vernieuwde start- en landingsbaan geopend door staatssecretaris Joop Atsma van Milieu.
In 2015 is gestart met de bouw van een nieuwe verkeerstoren die in 2017 in gebruik is genomen. De oude verkeerstoren, die aan vervanging toe was, is gesloopt.

### Toekomst
Op 14 augustus 2014 maakte de luchthaven bekend zich te willen ontwikkelen tot luchtvaart-hub. Op Bonaire moet een overstappunt ontstaan voor de Amerikaanse en Zuid-Amerikaanse toeristische markt, met bestemmingen in de wijde regio. Tevens werkt men aan het ontwerp voor een nieuwe luchthaventerminal, waarbij de luchthaven ook overslagcapaciteit voor luchtvracht krijgt.

## Landingsbaan en navigatie
De huidige landingsbaan is 2880 meter lang en 45 meter breed en is verhard (asfalt/beton). De naam is 10/28 met een ware ligging van resp. 92° en 272°. Voor runway 10 is er eenvoudige naderingsverlichting (Simple Aproach Landing System) maar voor nadering vanaf de andere kant is er geen verlichting. Op de baan zelf is de Threshold verlicht en de zogenaamde Apron en Intersection verlichting is volledig volgens de voorschriften beschikbaar.

### Formele lengtes start/landingsbanen
(Zie voor toelichting termen en codes het onderwerp landingsbaan). Data van:
| Start/Landingsbaan | TORA | ASDA | TODA | LDA  | Obstructies | Oppervlakte strip |
| ------------------ | ---- | ---- | ---- | ---- | ----------- | ----------------- |
| 10                 | 3057 | 3057 | 3197 | 2880 | geen        | 3000×300          |
| 28                 | 2880 | 2880 | 3030 | 2880 | geen        | 3000×300          |

### Navigatieapparatuur en hulpmiddelen
Het vliegveld beschikt over de volgende radionavigatiesystemen: NDB op 321 kHz en tevens een VOR/DME op 115.00MHz CH97X. PIB.

## Terminal en faciliteiten
De passagiersterminal biedt passagiers een aantal faciliteiten. In de centrale hal zijn enkele winkels, horeca en kantoren van de diverse maatschappijen. De check-in balies zijn gesitueerd in deze hal.
Voor de vertrekkende passagiers zijn er —na de douane— een drietal taxfree winkels, een snackshop en biedt de luchthaven internetverbinding. Daarnaast is er een VIP ruimte.
Buiten de terminal staan taxi's, autoverhuurbedrijven en parkeerplaatsen. Er zijn verder geen verbindingen via openbaar vervoer. Het vliegveld is toegankelijk voor passagiers in rolstoelen, maar zij moeten wel vooraf hun luchtvaartmaatschappij inlichten.

## Faciliteiten voor de luchtvaart
Voor bezoekende vliegtuigen zijn er geen mogelijkheden voor hangar-gebruik. Ook normale reparaties of aanschaf van olie of zuurstof is niet mogelijk.

### Catering
Sinds de opening van een lokale luchtvaart-keuken op Aruba door Goddard Catering biedt het vliegveld een compleet catering-pakket. Warme maaltijden worden niet lokaal bereid maar worden diepgevroren geïmporteerd vanaf andere keukens van het bedrijf. Salades en snacks worden wel vers bereid op het eiland.

### Grond afhandeling
Drie lokale afhandelaren bieden hun diensten aan; namelijk BAS NV, AHSB nv en PAS BV.

### Brandstof
Kerosine (Jet A1 fuel) is 24 uur per dag verkrijgbaar via Valero Bonaire Fuels Co N.V.. De capaciteit van de twee opslagtanks is 630.000 gallon elk (samen ruim 4,7 miljoen liter). Elke 14 dagen wordt via een tanker brandstof aangeleverd vanaf de Valero raffinaderij op Aruba. De brandstof wordt via een eigen pijplijn aangevoerd vanaf de olie-steiger in de haven.
Aflevering geschiedt via een van de drie beschikbare tank-voertuigen.

### Noodvoorzieningen
Het vliegveld is aangemerkt als ''Fire Category 9"-faciliteit en beschikt onder andere over 4 crashtenders en een snelle-interventie-unit.

## Luchtvaartmaatschappijen en bestemmingen
Vanaf Bonaire International Airport kan worden gevlogen naar de volgende bestemmingen met de volgende luchtvaartmaatschappijen (juni 2024):
| Luchtvaartmaatschappij     | Bestemmingen                           |
| -------------------------- | -------------------------------------- |
| American Airlines          | Miami                                  |
| Delta Air Lines            | Atlanta                                |
| Divi Divi Air              | Seizoensgebonden: Willemstad           |
| KLM                        | Amsterdam Seizoensgebonden: Oranjestad |
| JetBlue                    | Seizoensgebonden: New York             |
| Sky High Aviation Services | Santo Domingo                          |
| TUI fly (Nederland)        | Amsterdam, Willemstad                  |
| United Airlines            | Houston Seizoensgebonden: Newark       |
| WestJet                    | Seizoensgebonden: Toronto              |
| Winair                     | Willemstad                             |
| Z Air                      | Oranjestad, Willemstad                 |

## Statistieken
| Onderwerp              | 2008 - Q1 | 2008-Q2 | 2008-Q3 | 2008-Q4 | extrapol. 08 | jaar 2007 |
| ---------------------- | --------- | ------- | ------- | ------- | ------------ | --------- |
| vliegbewegingen totaal | 3.892     | 3.927   | nyk     | nyk     | 15.638       | 15.249    |
| vliegb, NATIONAAL      | 2.397     | 2.691   | nyk     | nyk     | 10.176       | 9.615     |
| vliegb, INTERNATIONAAL | 807       | 826     | nyk     | nyk     | 3.266        | 3.354     |
| vliegb, OVERIG         | 668       | 410     | nyk     | nyk     | 2.156        | 2.280     |
| passagiers TOTAAL      | 124.624   | 117.349 | nyk     | nyk     | 483.946      | 513.948   |
| - vertrek NAT          | 23.365    | 23.581  | nyk     | nyk     | 93.892       | 94.947    |
| - vertrek INT          | 21.212    | 18.567  | nyk     | nyk     | 79.558       | 66.215    |
| - aankomst NAT         | 23.110    | 23.547  | nyk     | nyk     | 93.314       | 93.382    |
| - aankomst INT         | 21.207    | 18.417  | nyk     | nyk     | 79.248       | 69.497    |
| - Transit              | 35.730    | 33.237  | nyk     | nyk     | 137.934      | 187.907   |
| Vracht (ton)           | 114       | 73      | nyk     | nyk     | 374          | 376       |
| Post (ton)             | 14        | 15      | nyk     | nyk     | 58           | 55        |

'NB: De geëxtrapoleerde data voor 2008 houdt GEEN rekening met seizoensinvloeden.

### Historische statistieken
Vanwege een beveiligingsprobleem met de MediaWiki Graph-software is het momenteel niet mogelijk deze grafiek weer te geven. Zodra de software is bijgewerkt zal de grafiek vanzelf weer zichtbaar worden.
Tussen 2000 en 2003 zag het vliegveld een substantiële groei welke vanaf 2004 stagneerde of zelfs een dalende trend liet zien.
| Verkeerstype         | 2004    | 2003    | 2002    | 2001     | 2000    |
| -------------------- | ------- | ------- | ------- | -------- | ------- |
| Verwerkte passagiers | 536.651 | 573.487 | 371.805 | 2765.185 | 314.152 |
| Vracht (ton)         | 715     | 760     | 477     | 345      | 370     |
| Vliegbewegingen      | 15.992  | 18.195  | 13.525  | 9.981    | 9.684   |